# Renée Estevez
Renée Pilar Estevez (Nova York, 2 de abril de 1967) é uma atriz e escritora norte-americana.

## Biografia
Estevez nasceu em Nova York, filha de Janet Templeton e do ator Martin Sheen. Seu pai é ascendência da Galiza e da Irlanda. Seus três irmãos também são atores: Emilio Estévez, Ramon Estevez e Charlie Sheen. Seu marido, Jason Thomas Federico, foi um jogador de golfe profissional e agora um chef em Nova York. Eles se conheceram na California Culinary Academy, onde recebeu um diploma em arte culinária e estudou ciências de cozimento e pastelaria. Eles se casaram em 11 de outubro de 1997 em um casamento católico na Igreja de Nossa Senhora do Escapulário-St. Stephen, em Nova York.
Estevez começou sua carreira de atriz em 1986, estrelando um especial da CBS, Babies Having Babies. Estevez começou atuando em um filme para televisão estrelado por seu pai Shattered Spirits, a personagem Betty Finn no filme cult Heathers, e participou de séries como JAG e MacGyver. Ela é mais conhecida do público por seu papel regular na série The West Wing. Ela apareceu na série como Nancy, auxiliar de escritório no Salão Oval do Presidente Josiah Bartlet (interpretado por seu pai Martin Sheen). Ela também é conhecida por interpretar Molly Nagle no cult Sleepaway Camp II: Unhappy Campers. Atualmente, é roteirista da série Anger Management.

## Filmografia

### Filmes
- Shattered Spirits (1986) (TV)
- Lethal Weapon (1987)
- For Keeps (1988)
- Sleepaway Camp II: Unhappy Campers (1988)
- Marked for Murder (1989) (V)
- Forbidden Sun (1989)
- Intruder (1989)
- Heathers (1989)
- Moon 44 (1990)
- Touch and Die (1991)
- Dead Silence (1991) (TV)
- Guilty Until Proven Innocent (1991) (TV)
- Running Wild (1992/I)
- Single White Female (1992)
- Deadfall (1993)
- Paper Hearts (1993)
- Good Girls Don't (1993)
- A Matter of Justice (1993) (TV)
- Endangered (1994)
- Red Shoe Diaries 5: Weekend Pass (1995) (V)
- Loose Women (1996)
- The War at Home (1996)
- Entertaining Angels: The Dorothy Day Story (1996)
- Shadow Conspiracy (1997)
- Stranger in the Kingdom (1998)
- Scar City (1998)
- Addams Family Reunion (1998) (V)
- No Code of Conduct (1998)
- A Murder of Crows (1999)
- Storm (1999)
- Good Advice (2001)
- Out of These Rooms (2002)
- Going Down (2003/I)
- Milost mora (2003)
- Astrothrill (2005) (V)
- The Way (2010)

### Televisão
- Hallmark Hall of Fame (saison 36:The Room Upstairs) (1987) (1 episódio)
- MacGyver (1 episódio)
- CBS Schoolbreak Special (1 episódio)
- ABC Afterschool Special (1 episódio)
- Growing Pains (1 episódio)
- JAG (2 episódios)
- The West Wing
- The Division (1 episódio)

### Teatro
- Macbeth
- Murderers Anonymous